# Nelter Queiroz
Nelter Lula de Queiroz Santos (Jucurutu, 29 de agosto de 1956) é um político brasileiro. Filiado ao Partido da Social Democracia Brasileira, foi prefeito de Jucurutu e atualmente é deputado estadual pelo Rio Grande do Norte.

## Carreira política
Nelter Lula de Queiroz Santos nasceu em 29 de agosto de 1956, na cidade de Jucurutu. É filho do ex-promotor de justiça, ex-prefeito de Jucurutu e ex-deputado estadual Nelson Queiroz e de Terezinha Lula de Queiroz Santos. Atualmente, é casado com Luciana Motta. Nelter é pai de quatro filhos, frutos de seus dois matrimônios: Gustavo Queiroz (in memoriam), George Queiroz, Nelter Guilherme Queiroz e Nelter Filho.
Funcionário aposentado do Senado Federal, Nelter Queiroz foi prefeito de Jucurutu entre 1983 e 1988, e em 1990 foi eleito para seu primeiro mandato como deputado estadual. Em meados de 1990, Nelter licenciou-se de sua atividade parlamentar para atuar como secretário para Assuntos Parlamentares da Prefeitura Municipal de Natal.
Nas eleições de 2018, o deputado foi reeleito com 40.717 votos para seu oitavo mandato consecutivo na Assembleia Legislativa do Estado do Rio Grande do Norte. Integrante do Partido da Social Democracia Brasileira (PSDB) desde 2022, Queiroz também já teve passagens pelo Partido Democrático Social (PDS), pelo Partido Progressista Reformador (PPR), pelo Partido Liberal (PL) e pelo Movimento Democrático Brasileiro (MDB).